# Вознесенский монастырь (Смоленск)
Вознесенский монастырь — монастырь Смоленской епархии Русской православной церкви в Смоленске.

## История монастыря
Монастырь основан в 1630-е годы иезуитами. В феврале 1665 года превращён в женский православный монастырь. Сюда были переведены монахини Оршанского Успенского монастыря с игуменьей Ираидой (Куракиной).
В 1693 году обветшавшая деревянная церковь Вознесения по просьбе игуменьи Евпраксии была разобрана, после чего по указу Петра I начато строительство каменной. Каменную Вознесенскую церковь заложил московский зодчий Осип Старцев, в 1693—1694 годах отстраивал московский зодчий Данила Калинин, в 1701—1704 годах заканчивал Кондрат Мымрин. Работы под их руководством вели каменщики из ярославских крестьян и смоленские стрельцы, средства на постройку церкви были выделены из казны. Строительство было осложнено повреждениями, которые в 1697 году нанёс недостроенной церкви сильный ураган.
В церкви Вознесения ранее был барочный иконостас с коринфскими колоннами, созданный мастером Юрием Беком; иконы для него писал протопоп Успенского собора Игнатий. Иконостас прежней деревянной церкви был перенесён в нижнюю церковь; клиросы для неё резала артель столяра Марка Бородавкина из села Красного.
В 1764—1765 годах по инициативе игуменьи Олимпиады (Рыдванской) к храму Вознесения пристроена придельная церковь Екатерины.
В 1830 году над монастырскими воротами по проекту губернского архитектора Альшевского возведена церковь Ахтырской иконы Божией Матери.
Вплоть до революции 1917 года кельи монастыря оставались деревянными (не сохранились до нашего времени).
После революции монастырь был упразднён. Деревянные кельи снесены, часть монастырской территории (простиралась к западу и северу от собора до нынешней улицы Войкова) была отдана под городскую застройку. Долгое время в Вознесенской церкви располагался выставочный зал.
В настоящее время монастырь возвращён Русской православной церкви.

## Сохранившиеся строения

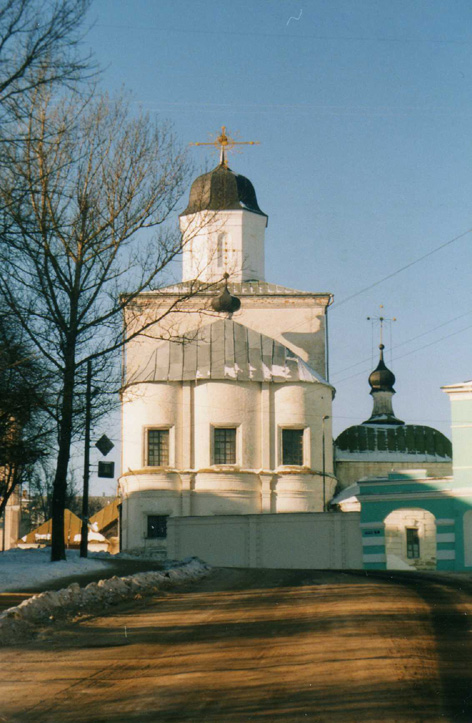
Вознесенская и Екатерининская церкви

### Вознесенский собор
Собор Вознесенского монастыря построен в 1693—1701 годах.
Церковь трехчастная — состоит из четверика с тремя апсидами, равной ему по ширине трапезной и колокольни. Четверик увенчан восьмигранным барабаном с шлемовидной главой. Аналогично завершение колокольни, которая состоит из двух четвериков и восьмерика звона. Часы, некогда бывшие на колокольне, не сохранились. Гладкие стены украшены скромными профилированными наличниками и восьмигранными окнами (такая форма окон впервые появилась в русской архитектуре).
Здание двухэтажное: на первом этаже располагается нижняя церковь Сергия Радонежского. На первом этаже плоские перекрытия (первоначальные своды не сохранились), на втором — сомкнутые своды.

### Церковь Екатерины
Придельная, пристроена в 1764—1765 годах к храму Вознесения. Выполнена в стиле барокко. Одноглавая.

### Церковь Ахтырской иконы Божией Матери
Возведена в 1830 году над воротами монастыря по проекту архитектора Альшевского.
Выстроена в стиле позднего классицизма. Небольшой прямоугольный объём храма завершён массивным круглым барабаном с куполом. Фасады украшены пилястровыми портиками в духе тосканского ордера с фронтонами. По бокам — узкие ворота.